# Tomoyuki Sakai
Tomoyuki Sakai (Prefectura de Saitama, Japó, 29 de juny de 1979) és un exfutbolista japonès.

## Selecció japonesa
Tomoyuki Sakai va disputar 1 partits amb la selecció japonesa.